# 羌渠
羌渠（2世纪—188年），出身南匈奴羌渠部，為於夫羅、呼廚泉的父親，左部帥劉豹的祖父，南匈奴單于之一。漢光和二年（179年）立。
光和二年（179年），中郎將張脩擅斬呼徵單于，更立右賢王羌渠為單于。中平四年（187年），東漢前中山相張純反叛，羌渠率鮮卑掠夺邊郡。漢靈帝詔令徵發南匈奴出兵配合幽州牧劉虞平叛，羌渠派遣其子左賢王於夫羅率兵前往幽州。而國人擔心徵發軍隊的事不會停止，所以有右部醯落與休著各胡白馬銅等十萬人反叛，中平五年三月，与休屠各胡合兵攻殺羌渠。羌渠共立十年，國人擔心會召報復，另外擁立須卜骨都侯為單于。於夫羅回不去，只好留在河東郡一帶。

## 文獻
- 《後漢書·南匈奴列傳》
- 《後漢書·孝靈帝紀》

| 前任： 族人呼徵 | 匈奴單于 179年─188年 | 繼任： 子持至尸逐侯單于 族人須卜骨都侯 |